# Bernard Aucouturier
Bernard Aucouturier  (Tours, 8 d'abril de 1934) és un pedagog francès, creador de la pràctica psicomotriu. Va ser professor i director del Centre d'Educació Física Especialitzat de Tours (França) i el fundador de l'Associació Europea d'Escoles de Pràctica Psicomotriu. Per la seva tesi va rebre el premi del ministeri de joventut i esports de Bèlgica.

## Biografia
Els seus pares eren educadors i practicaven la pedagogia Freinet. Després del seu batxillerat a Tours, Aucouturier estudià per a ser professor d'educació física. Un professor el marcarà, el Dr. Le Boulch. Aucouturier s'interessà molt aviat pels treballs de l'anàlisi del moviment i de la psicomotricitat. Va descobrir, llavors, Freud i grans pedagogs com Montessori, John Dewey, Ovideo Decroly, Célestin Freinet, Antón Semionovich Makárenko, i Alexander Sutherland Neill.
Bernard Aucouturier va començar a treballar a Lió com a professor d'educació física, però va comprovar ràpidament que no li interessava aquesta professió, massa orientada cap a l'esport. Cridat a Tours per un equip que reeducava infants sords, va decidir orientar-se cap als nens i nenes amb dificultats. Aucouturier va treballar i investigar durant 35 anys a Tours, on va crear la pràctica psicomotriu a partir de l'observació dels nens i nenes. La seva recerca va ser constant i va col·laborar amb col·legues neuropsiquiatres, psicoanalistes i psicòlegs que li aportaren les seves visions particulars. Llavors el seu treball es va orientar cap a la teràpia amb nens i nenes que presentaven greus trastorns de la personalitat.
El 1967, creà, amb Lapierre, la «Societat francesa d'Educació i de Reeducació Psicomotriu». Paral·lelament, va coescriure obres amb ell i amb Darrault, Empinet i Mendel.
La seva pràctica va interessar nombrosos països estrangers. El 1976, Itàlia va obrir una escola de formació, a la qual es van afegir Espanya, Portugal, Bèlgica i Alemanya. A Amèrica del Sud, psicomotricistes de l'Argentina, de Mèxic i del Brasil, el van cridar a escoles de formació on es va difondre la seva pràctica.
El 1987 va fundar l'Associació Europea d'Escoles de Formació en Pràctica Psicomotriu, de la qual és el president.
Actualment, Bernard Aucouturier continua les seves activitats de formació al si de les escoles de l'Asefop. La seva última obra, on explica els fonaments teòrics de la seva pràctica, és, en traducció castellana «Los fantasmas de acción y la práctica psicomotriz» (2004).

## Pràctica psicomotriu
Bernard Aucouturier distingeix entre dos tipus de pràctica: per una banda, la pràctica psicomotriu educativa i preventiva i per altra banda, la pràctica d'ajuda terapèutica.
La pràctica psicomotriu educativa i preventiva que proposa, acompanya les activitats lúdiques dels infants. Podríem dir que és un itinerari de maduració que afavoreix el pas del «plaer d'actuar al plaer de pensar» i permet que un nen pugui fer front a les seves angoixes.
El psicomotricista proposa una pràctica psicomotriu encaminada a què l'infant adquireixi autonomia i es converteixi en un nen obert, capaç de fer front a les pors. Un infant obert pot acullir els altres i fa demandes a les persones que l'envolten, així com experimenta el plaer de donar, de rebre, de descobrir i de saber. El veu com un ésser que sent curiositat per aprendre, que se sent feliç manifestant els seus desitjos sense por i que se sent reconegut per les seves capacitats. És un nen que no es traumatitza davant d'un possible fracàs perquè sap que l'oferiran unes condicions adequades per vèncer obstacles.
La psicomotricitat que proposa Aucouturier és la vivència en primera persona, cosa que ajudar els nens a conèixer llurs límits i possibilitats amb total llibertat d'expressió dels seus desitjos. El reconeixement de les seves accions i actituds els donarà una imatge positiva d'ells mateixos que influirà positivament a l'hora de desenvolupar la seva pròpia identitat en l'àmbit social, intel·lectual i emocional.
Segons Aucouturier, la psicomotricitat posa en evidència la complexitat del desenvolupament de l'ésser humà. És així que les experiències corporals que viu l'infant quan interacciona amb el món, fonamenten el seu psiquisme des de les representacions inconscients més originals fins a les més conscients. L'infant aconsegueix passar de la vivència a l'abstracció d'una forma exitosa per al seu desenvolupament. La psicomotricitat convida a comprendre tot el que expressa el nen de si mateix per la via motriu; convida a comprendre el sentit de les conductes personals.
Desenvolupar el plaer de comunicar, de crear i de pensar és una altra de les bases que proposa. La comunicació és un menester absolut, vital i una demanda constant per part del nen. El com mirar l'infant, com entendre el seu moviment i sobretot, acompanyar-lo en el seu creixement són bases de la pedagogia sistèmica. El sistema familiar és l'inici, el moment de partida de totes les criatures, i les experiències viscudes dins d'aquest entorn influiran d'una manera o altra en l'infant i així ho exterioritzarà a través del moviment.
S'ha de tenir en compte que la comunicació no es fa només a nivell verbal, sinó que la comunicació no verbal hi té un gran pes, sobretot en edat primerenques. El psicomotricista i educador ha de comprendre el sentit dels missatges no verbals que emeten els infants per tal de respondre-hi de la millor manera possible. Ha de potenciar el seu desenvolupament a través dels gestos, de l'expressió emocional i del llenguatge verbal. L'adult ha d'estimular i organitzar moments en què les criatures expressin les seves emocions i puguin parlar de si mateix de manera positiva. Això n'afavorirà el desenvolupament de manera benestant. Segons Aucouturier (2004), l'infant que és capaç de comunicar no té grans problemes afectius, li agrada comunicar-se amb els seus iguals i amb els adults que l'envolten; se sent reconegut i té el seu lloc. La psicomotricitat promou aquesta comunicació que cal fomentar. La comunicació verbal a més, és la continuació de la vivència, és a dir, és l'expressió simbòlica de la separació i la pèrdua del moment viscut. Si viu l'acció amb plaer, també sentirà plaer a l'hora d'intercanviar amb la resta de companys els sentiments i emocions, a l'hora de prendre la iniciativa i així començarà a sentir empatia. La comunicació és un factor indispensable per a la formació del pensament operatori.
Crear és una necessitat vital per la criatura. La creació «aïlla» l'infant de la resta del món. Quan l'infant fa una activitat creativa se sent fascinat, sent que existeix. Sent el plaer de ser ell mateix i alhora crida l'atenció dels altres perquè el mirin. El joc és el principal acte de creació; el joc posa en evidència les representacions inconscients. Mitjançant el cos, els nens es mouen i es transformen amb plaer per fer aparèixer a l'altre jo que tenen a dins. Això el fa créixer, existir i pot viure millor i amb més plaer la separació de la pròpia persona. No tots els infants tenen el mateix grau de creativitat, i per tant, aquells que tenen més dificultats, hauran de rebre ajuda. Han de crear un clima de seguretat afectiva en el qual puguin expressar-se lliurement per tal de reconciliar-se amb experiències més o menys doloroses.
El plaer de pensar va des de les representacions més inconscients a les més conscients i està relacionat amb el joc i els objectes. En un primer moment, l'infant agafa, tira, reuneix, separa, selecciona... i això ho fa mentre pensa. Així el pensament evoluciona fins que l'infant és capaç de representar una acció sense fer-la. L'acció psicomotriu desenvolupa les actituds mentals, és a dir, ajuda l'infant a crear associacions d'accions a la seva ment per comprendre millor i arribar a controlar els fets que viu. El plaer de pensar però, el sent quan apareix el saber. A tots els humans els arriba el moment de fer-se moltes preguntes i quan sorgeixen, comencen a percebre la força del saber. Dins d'aquest plaer també devers 6, 7 anys es desenvolupa la descentració: l'infant surt d'un sistema ple de referències centrades en si mateix i en els seus sentiments per ser conscient del que és seu i del que és del seu entorn. És així que amb la descentració, l'infant comença a madurar personalment i a trobar el plaer d'aprendre.
Els infants de 0 a 6 anys són éssers capaços que creen la seva pròpia identitat. Han menester una l'ajuda adaptada a les potencialitats per desenvolupar la seva identitat de manera positiva i satisfactòria.